# Luis Ángel Fernández Hermana
Luis Ángel Fernández Hermana (Málaga, 1946) es un periodista científico, profesor y consultor en tecnologías de la información y la comunicación, especializado en la conceptualización, diseño, desarrollo y gestión de redes del conocimiento.

## Biografía
Su carrera periodística se inició en 1969 en Latinoamérica, donde dirigió y colaboró en varios medios de Chile, Venezuela, Argentina y Perú, hasta que en 1973 se trasladó a Londres como corresponsal de la BBC. EN 1982 se estableció en España, donde trabajó como corresponsal científico para El Periódico de Cataluña hasta 2004. En 1995 puso en marcha en este mismo periódico la página semanal Telemática, dedicada precisamente al entonces incipiente mundo de Internet y las redes. Durante los años 1990 también colaboró con medios como el programa de TV3 Millenium y la revista Nature y fundó el Centre d'Educació i Informació Ambiental del Institut Català de Tecnologia de Barcelona.
En 1996 puso en marcha la empresa digital Enredando.com y la revista en.red.ando, una de las primeras publicaciones electrónicas dedicadas a estudiar y analizar el impacto de Internet en las organizaciones, la política, la economía, la ciencia, la educación y, en general, la vida cotidiana. Por su trabajo al frente de Enredando, recibió en 2000 el Premio Ciudad de Barcelona y el European Journalism Award en 2001. Luis Ángel Fernández Hermana fue escogido por el periódico El Mundo una de las 25 personas más influyentes en Internet en España durante tres años consecutivos (2000-2002).